# Britische Basketballnationalmannschaft
Die britische Basketballnationalmannschaft repräsentiert das Vereinigte Königreich ohne Nordirland bei Basketball-Länderspielen der Herren. Sie wurde 2006 anlässlich der Vergabe der Olympischen Spiele 2012 in die britische Hauptstadt London wiedergegründet.

## Geschichte
Eine britische Basketballnationalmannschaft wurde erstmals anlässlich der Olympischen Spiele 1948 in London formiert, die unter 23 Teilnehmern den 20. Platz belegte. Ab 1972 nahmen britische Nationalmannschaften an den Qualifikationen für die Olympischen Spiele teil, während für sonstige Wettbewerbe die Trennung von England, Schottland, Wales und Nordirland bestehen blieb. Nach 1992 erfolgte die Qualifikation für Olympische Spiele über Europameisterschaften, sodass es keinen Anlass zur Formation einer britischen Nationalmannschaft mehr gab.
2004 wurde der britisch-irische Basketballverband British & Irish Basketball Federation nach dem Ausscheiden Irlands (inkl. Nordirland) in Great Britain Basketball umbenannt. Anlässlich der Vergabe der Olympischen Spiele 2012 wurde dann der britische Basketballverband (British Basketball Federation) gegründet. Schließlich nahm eine gemeinsame britische Nationalmannschaft den Platz Englands in der Europameisterschafts-Qualifikation ein.
Zum ersten Nationaltrainer nach der Wiedergründung wurde der US-Amerikaner Chris Finch berufen, der seine professionelle Spieler- und Trainerkarriere in der British Basketball League begonnen hatte. Ziel war die Teilnahme an den Olympischen Spielen 2012, wofür der Aufstieg von der Division B in die Division A erforderlich war. Dies gelang auf Anhieb, und zwei Jahre später qualifizierte sich Großbritannien direkt bei seiner ersten Teilnahme an der Division A für die EM-Endrunde 2009, nachdem der NBA-Spieler Luol Deng für die Nationalmannschaft gewonnen werden konnte. Weiterhin bemühte man sich lange um dessen Mannschaftskollegen von den Chicago Bulls, Ben Gordon, verzichtete aber schließlich vor den Olympischen Spielen 2012 auf dessen Teilnahme. Auch der in London gebürtige Nigerianer NBA-Spieler Kelenna Azubuike war einige Zeit im Gespräch, in die Nationalmannschaft berufen zu werden.
Nachdem man bei der EM-Endrunde 2009 alle drei Vorrundenspiele verloren hatte, qualifizierte man sich zwei Jahre später erneut für die EM-Endrunde 2011. Hier gewann man zwar zwei von fünf Vorrundenspielen. Dies reichte aber nicht für die Qualifikation für die Zwischenrunde im Endrundenturnier in Litauen.
Für das olympische Turnier 2012 war man als Gastgeber automatisch qualifiziert. Nach vier Niederlagen gewann man nach Verletzungsproblemen einiger Spieler nur das abschließende Vorrundenspiel gegen China deutlich mit 90:58 und war damit nach der Vorrunde ausgeschieden, was jedoch zu einem neunten Platz beim Turnier reichte. Mit der Olympiateilnahme 2012 war man auch automatisch für die EM-Endrunde 2013 qualifiziert, da man nicht an der Qualifikation teilnehmen konnte. Nach den Olympischen Spielen 2012 erklärte Trainer Chris Finch seinen Rücktritt, der mittlerweile als Vereinstrainer wieder in seinem Heimatland arbeitete und 2011 in den Trainerstab des NBA-Klubs Houston Rockets berufen worden war. Anschließend blieb der Posten des Nationaltrainers lange Zeit unbesetzt.

## Abschneiden bei internationalen Turnieren

### Olympische Sommerspiele
- 1936 – nicht teilgenommen
- 1948 – 20. Platz
- 1952 – 1968 – nicht teilgenommen
- 1972 – 1992 – nicht qualifiziert
- 1996 – 2004 – nicht teilgenommen
- 2008 – nicht qualifiziert
- 2012 – 9. Platz

### Weltmeisterschaften
noch keine Teilnahme

### Europameisterschaften
- 2007 – nicht qualifiziert
- 2009 – 13. Platz
- 2011 – 13. Platz
- 2013 – 13. Platz
- 2015 – nicht qualifiziert
- 2017 – 22. Platz
- 2022 – 24. Platz